# Anjeza Shahini

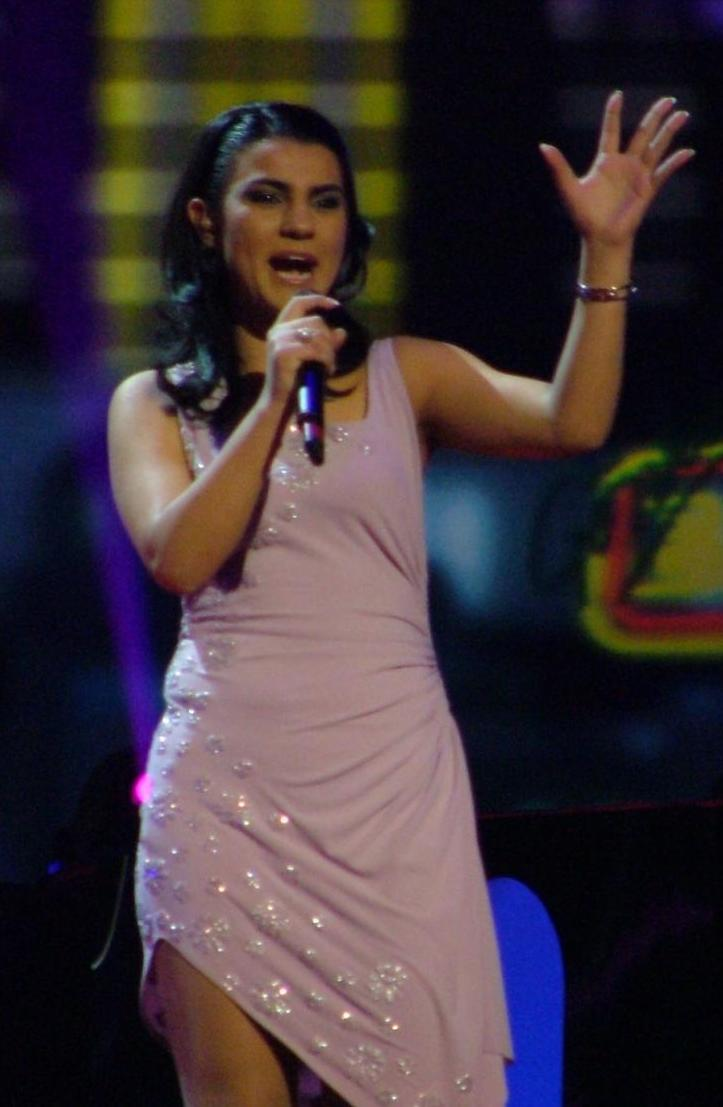
Anjeza Shahini tijdens een repetitie op het Eurovisiesongfestival 2004 in Istanboel

Anjeza Shahini (Tirana, 4 mei 1987) is een Albanees zangeres die in 2004 tijdens het Eurovisiesongfestival een zevende plek behaalde met "The Image Of You".

## Biografie
In december 2003 schreef Shahini zich in voor Festivali i këngës met het nummer Imazhi Yt, ze hoopte zo Albanië te vertegenwoordigen op het Eurovisiesongfestival, ze slaagde daar wonderwel in en in mei 2004, pas 17 jaar geworden, was ze de eerste Albanese inzending ooit op het songfestival in de halve finale. Dat ging haar zeer goed af want ze werd 4e met de Engelse versie The image of you. In de finale zong ze ook voortreffelijk en behaalde de 7e plaats.
Shahini was van zigeunerafkomst en daar werd veel over geschreven in de media. Het lied duurde 4,30 minuten, dat is te lang, op het songfestival mag een liedje maar 3 minuten duren, het moest dus duchtig ingekort worden. Het lied was een minuut rustig voor het openbarstte en in de verkorte versie was dat dan al na een halve minuut.
In 2005 tekende ze een contract met een platenfirma in Wenen om zo aan een internationale carrière te werken. Ze nam ook opnieuw deel aan de nationale preselectie en worstelde zich door de halve finale, in de finale was ze een van de favorieten maar toch haalde ze het niet. Later werd er gezegd dat de jury was omgekocht.